# Lucia Plaváková
Lucia Plaváková (* 9. března 1984 Bratislava) je slovenská politička, právnička a lidskoprávní aktivistka, od října 2023 poslankyně Národní rady SR, od května 2022 místopředsedkyně hnutí Progresívne Slovensko.

## Život
V roce 2002 složila maturitní zkoušku na Gymnáziu Jura Hronca. Poté do roku 2007 studovala na Právnické fakultě Univerzity Komenského v Bratislavě. V rámci studia uskutečnila v roce 2006 studijní pobyt na Gentské univerzitě v Gentu v Belgii. V roce 2011 absolvovala advokátské zkoušky. V roce 2013 získala titul doktora práv na Panevropské vysoké škole. V roce 2015 získala titul Ph.D. v oboru mezinárodní právo.
Je lesbické orientace a se svou partnerkou vychovává jedno dítě. Je jedním z mála slovenských politiků, kteří se otevřeně přihlásili k homosexuální orientaci.

### Politické působení
V parlamentních volbách na Slovensku v roce 2020 kandidovala na 28. místě kandidátní listiny PS/SPOLU, ale poslankyní se nestala, neboť uskupení žádný mandát ve slovenském parlamentu nezískalo. V červenci 2020 se stala členkou předsednictva Progresivního Slovenska a v květnu 2022 se stala místopředsedkyní hnutí.
V parlamentních volbách na Slovensku v roce 2023 byla zvolena poslankyní Národní rady SR a stala se předsedkyní parlamentního Výboru pro lidská práva a národnostní menšiny. V září 2024 ji vykázal místopředseda Národní rady Andrej Danko kvůli nálepkám zobrazujícím LGBT symboliku na jejím notebooku. Plaváková se proto ve věci obrátila na Ústavní soud.